# Giancarlo Lanciani Rocca
Giancarlo Umberto Maria Lanciani Rocca (Milano, 7 maggio 1895 – Locarno, 13 gennaio 1967) è stato un nobile, dirigente d'azienda e politico italiano. È stato Senatore del Regno d'Italia.

## Biografia
Nacque in una ricca famiglia dell'aristocrazia lombarda (il padre Pietro era un grande latifondista e la madre, Elvira Fadigati ereditiera di diversi fondi della bassa cremonese), conseguì la maturità classica presso il Real Collegio Maria Luigia di Parma. Nel 1917 si laureò in giurisprudenza presso l'Università di Bologna, ambiente in cui conobbe Dino Grandi.
Fu sostenitore di un governo Salandra con la partecipazione dei fascisti. Nel gennaio 1932 divenne membro del Gran consiglio del fascismo e fu membro del comando della Milizia Volontaria per la Sicurezza Nazionale.
Esponente del Partito Nazionale Fascista in area cremonese, successivamente venne nominato Senatore del regno da re Vittorio Emanuele III di Savoia nel 1937.
In seguito alla liberazione e all'instaurazione della Repubblica, si ritirò in Svizzera, ove rimase fino alla morte, avvenuta nel 1967 a causa di cancro ai polmoni.